# Gare centrale de Brunswick
La gare centrale de Brunswick, située à 1,6 kilomètre au sud-est du centre-ville de Brunswick, est inaugurée le 1er octobre 1960. Cette gare de croisement à huit voies à quai remplace l'ancienne gare (de) de style classique tardif, une gare terminus située au sud de la vieille ville. En tant qu'exemple de l'architecture moderne des années 1950, le bâtiment de la réception est classé monument historique.

## Histoire

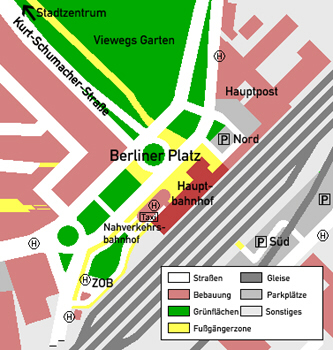
Plan de la gare centrale

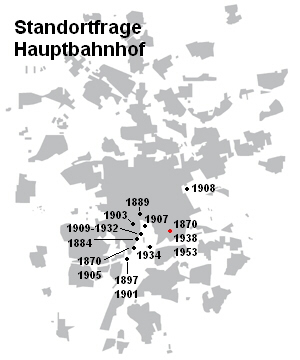
Question de localisation

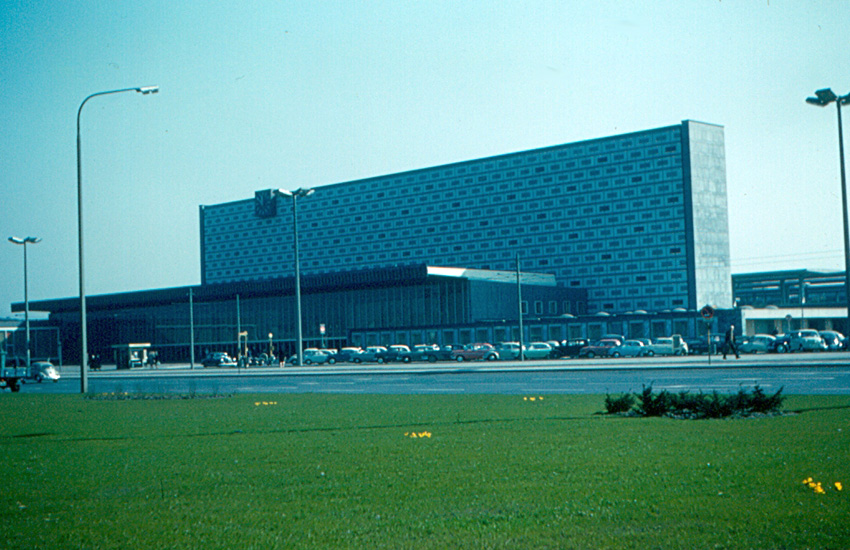
La gare centrale peu après son ouverture (1961)

### Gare de l'Est
La gare de l'Est de Brunswick était à l'origine située à l'emplacement de l'actuelle gare centrale et de son terrain. Elle est ouverte en 1871, initialement appelée gare de Saint-Léonard et renommée le 1er août 1889. La gare de l'Est servait principalement au trafic de marchandises et était utilisée pour les manœuvres,

### Emplacement d'une nouvelle gare centrale
En raison du volume croissant du trafic dans l'après-guerre, le besoin d'une nouvelle gare centrale devient de plus en plus urgent ; la construction et l'emplacement de l'ancienne gare terminus de Brunswick (de) sont depuis longtemps désavantageux et ne sont plus d'actualité. Il est décidé de construire une nouvelle gare de transit dans l'actuel quartier de Viewegsgarten, au sud-est du centre-ville, relançant ainsi les projets de relocalisation des années 1930. Dès les années 1930, les travaux de pose des voies de la nouvelle gare centrale commencent. L'emplacement final est un compromis qui permet de maintenir les coûts et la quantité de bâtiments à démolir aussi bas que possible. Les premières idées et projets pour une nouvelle gare ferroviaire sont présentés dès 1870 dans le plan d'extension de la ville de Carl Tappe (de). Même à cette époque, l'emplacement actuel est privilégié.
Plusieurs plans de 1870 à 1934, dont : le plan de la gare de Rincklake (de) de 1889 prévoit une nouvelle gare dans la zone de l'actuel parc des expositions près d'Eisenbüttel ou entre Eisenbüttel et l'ancienne gare. En 1889, une gare tournée à 180 degrés est proposée au même endroit. Une autre idée inhabituelle est l'idée de 1908 de placer la future gare principale dans une direction nord-sud à l'extrémité de l'actuelle Jasperallee (de). Cette idée ne rencontre cependant pas beaucoup d'enthousiasme car elle aurait nécessité de traverser à cet endroit une zone résidentielle de classe moyenne intacte.
Pendant des années, aucun accord n’a pu être trouvé. La reconstruction de l'ancienne gare est rejetée car elle aurait été plus coûteuse que la construction d'une nouvelle gare. Les réflexions sur une nouvelle gare directe se sont avérées difficiles, car Brunswick est déjà densément construite autour de la vieille ville à la fin du XIXe siècle. Il aurait donc été très difficile de définir un nouveau tracé de voies. Entre 1909 et 1932, des plans concrets sont élaborés pour une nouvelle gare de passage dans la zone de l'actuel parc des expositions, c'est-à-dire au sud de l'ancienne gare. La planification a tellement progressé que des plans et des concepts pour l’aménagement de l’espace urbain ont même été élaborés. La Kaiser-Wilhelm-Platz doit être construite au nord de la gare. À partir de la Kaiser-Wilhelm-Platz, une nouvelle et large rue principale orientée nord-sud doit relier la nouvelle gare à la vieille ville. Les plans montrent également déjà une zone résidentielle au nord-est de la gare et de la place. Pour que cela soit possible, il aurait probablement fallu combler l'étang sud du Bürgerpark avec de la terre pour les voies à l'est de la gare et démolir certaines parties des bâtiments industriels (brasserie Feldschlößchen, etc.) de l'actuelle Böcklerstraße. En 1938, le projet de 1870 est à nouveau discuté, les premiers travaux de planification commencent et les voies furent posées. La Seconde Guerre mondiale entraîne l’arrêt prématuré des travaux. Dans les années 1950, la planification reprend et en 1953 il est décidé de conserver l'emplacement prévu en 1938.

### Planification
En 1956, des contrats sont conclus entre la ville de Brunswick, la Deutsche Bundesbahn et la Banque d'État de Brunswick (de) pour la construction de la gare directe. En mai 1956, un concours d'idées pour la nouvelle gare centrale est lancé et 51 propositions sont soumises. Le 28 mai 1956, les travaux de terrassement du tunnel de la plate-forme débutent. Le 27 juin 1956, le jury annonce le résultat du concours d'architecture. Deux deuxièmes prix sont décernés à l'inspecteur en chef des chemins de fer fédéraux Erwin Dürkop (de) à Hanovre et à J. Kiesewetter à Bayreuth.

### Bâtiment

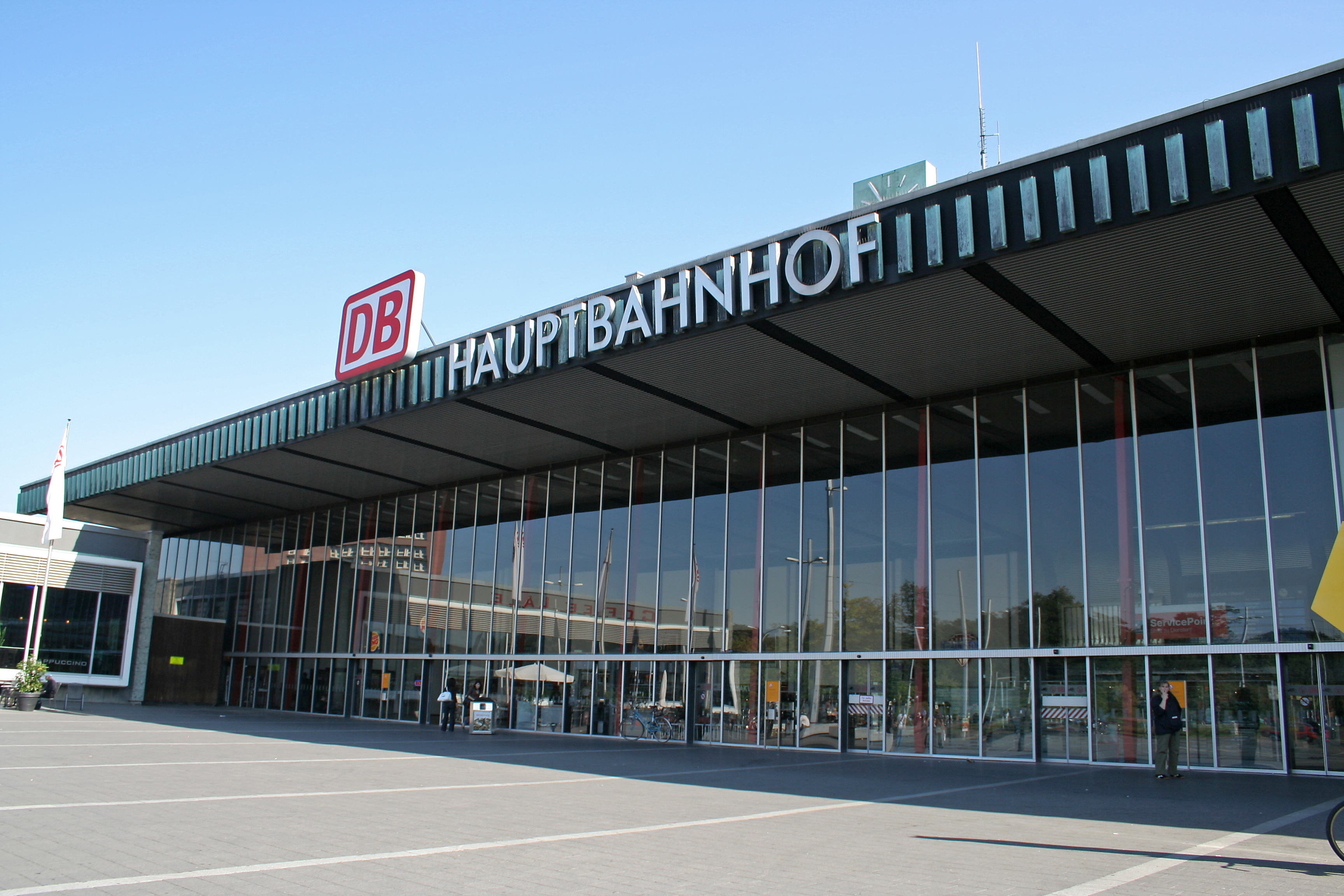
Zone d'entrée

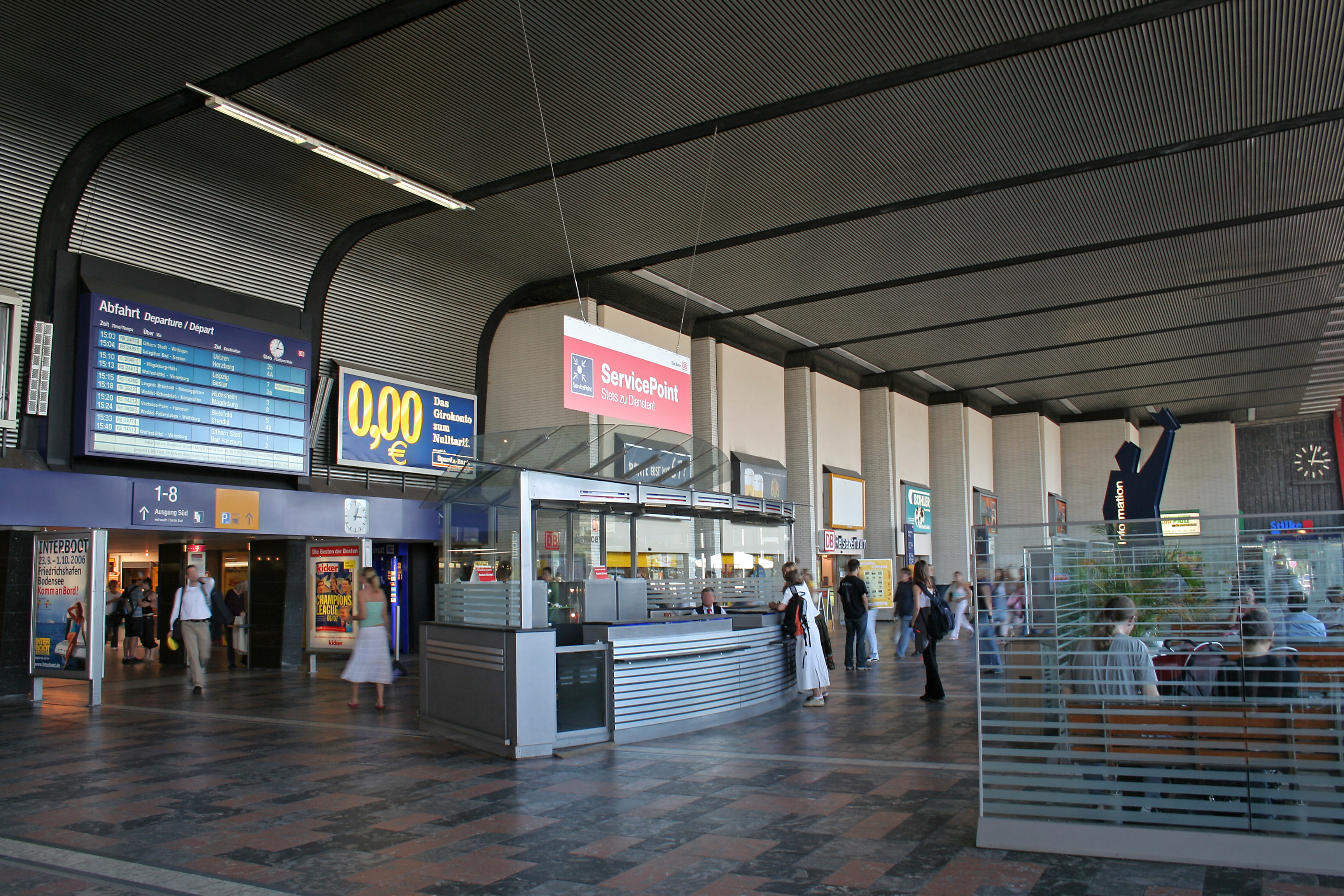
Hall d'entrée

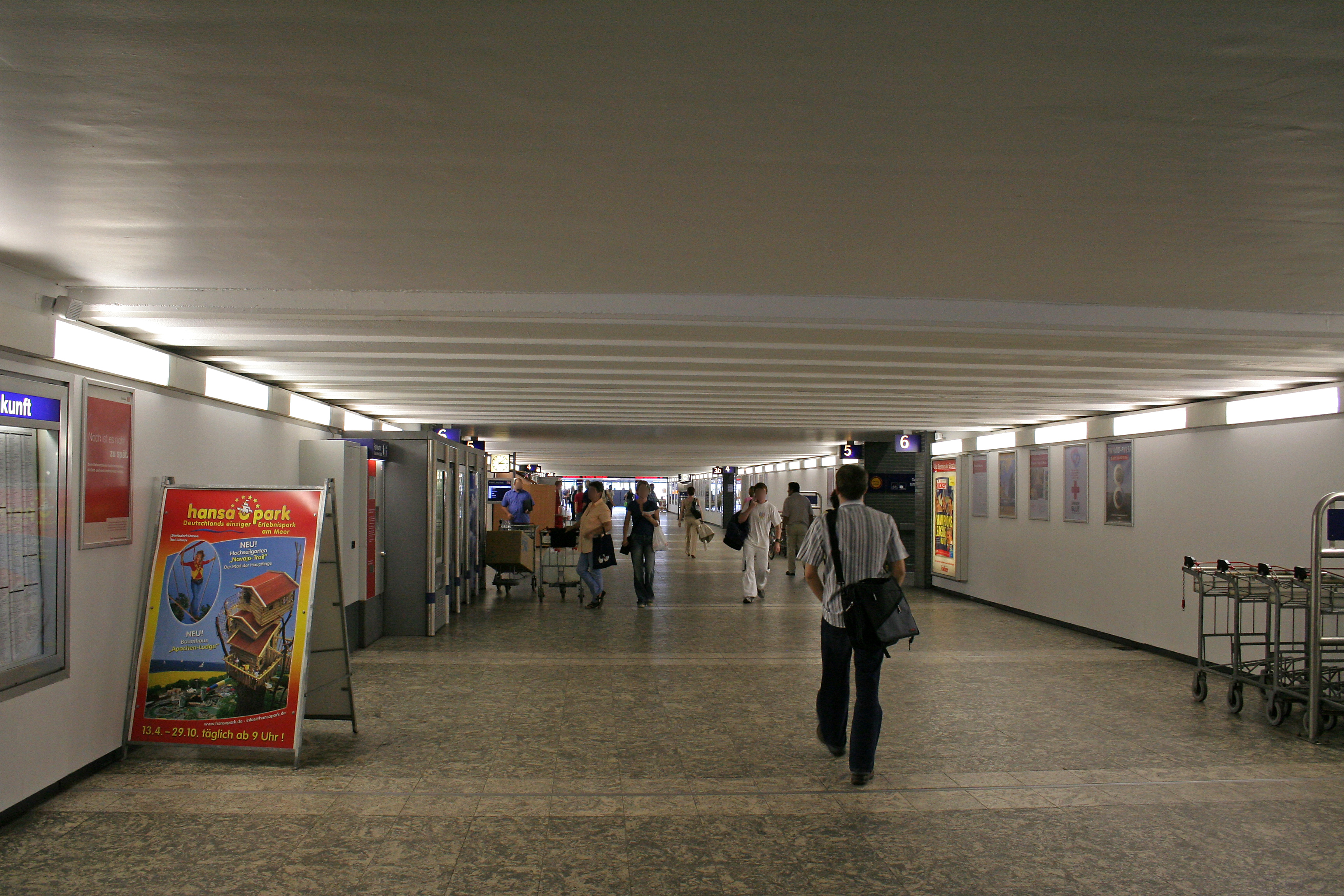
Passage souterrain

La cérémonie d'inauguration du nouveau bâtiment a lieu le 19 février 1957 par le ministre fédéral des Transports de l'époque, Hans-Christoph Seebohm . Le tunnel de la plate-forme est achevé le 7 novembre 1958 et la cérémonie d'achèvement du gros œuvre est célébrée le 21 novembre 1958. La première pierre du bâtiment d'accueil est posée le 24 mars 1959 et la cérémonie d'achèvement des travaux a lieu le 15 octobre 1959. Après trois ans de construction et dix ans de planification, la nouvelle gare centrale de Brunswick est inaugurée le 1er octobre 1960. Le modèle est la gare de Roma Termini à Rome.

### Exploitation
La gare principale est reliée au réseau InterCity depuis 1979 et au réseau ICE depuis 1993. En mai 1993, un RegionalExpress circule pour la première fois entre Brunswick et Magdebourg. Le bâtiment d'accueil est classé monument historique depuis 1993.
Les 25 et 26 octobre 2003, un nouveau poste d'aiguillage électronique est mis en service, qui commande 84 aiguillages et 102 signaux entre Groß Gleidingen (exclusif) et Weddel (inclus) et est commandé à distance depuis le centre d'exploitation de Hanovre
Jusqu'en 2010, le seul moyen d'accéder aux quais de la gare de Brunswick avec un vélo, une poussette ou un fauteuil roulant est de passer par l'ancien tunnel postal situé à l'extérieur du hall de la gare, à l'extrémité est du quai. Cependant, son utilisation est interdite par des panneaux (du moins sans surveillance du personnel ferroviaire). Alternativement, les vélos et les poussettes pourraient simplement être transportés dans les escaliers. Lors des matchs à domicile de l'Eintracht Brunswick, ce tunnel est parfois utilisé pour transporter les supporters visiteurs (escortés par la police) vers le parking et vers le stade de l'Eintracht en utilisant les navettes qui y attendent. Les supporters adverses et en partie rivaux ne traversent donc pas le hall de la gare et ne sont pas en contact avec les supporters locaux. Les accès des quais au tunnel postal sont comblés lors de la rénovation de la gare en 2023 et ne sont plus utilisables depuis. Initialement, seulement trois ascenseurs sont installés sur les quais 3/4, 5/6 et 7/8, utilisant une partie de l'espace des escaliers Est. Étant donné que les plans de la RegioStadtBahn (de) ne sont plus mis en œuvre, les quais 1/2 sont également réaménagés en conséquence et il y a désormais un ascenseur vers chaque quai.
En août 2020, l'Office fédéral des chemins de fer approuve la fermeture d'un certain nombre de voies de la gare.

### Environs
D'importants travaux de construction débutent dans la zone autour de la nouvelle gare principale. L'objectif principal est la réalisation de la continuation du Wilhelminischer Ring (de), un système routier en forme d'anneau construit au XIXe siècle, Ludwig Winter (de) projette la construction d'une place de gare et de la Bahnhofstraße, qui doit relier la nouvelle gare au centre-ville, distant de près de 2 kilomètres. Dans le cadre de ces mesures, à partir d'août 1958, les maisons de la Heitbergstrasse sont démolies pour faire place au nouveau tracé routier afin de créer une ville adaptée aux voitures. En février 1960, les immeubles résidentiels de la Friedrichsplatz sont démolis. Devant la gare, la Berliner Platz est construite, qui n'est reconstruite que dans les années 1960 et 1970. Dans le cadre du déménagement de la gare centrale, le bureau de poste principal est également déplacé du centre-ville vers la Berliner Platz. En 1970, un passage piétonnier au-dessus de la Berliner Platz est achevé entre la gare principale et l'hôtel Atrium (ouvert le 15 juin 1970, démoli en 1999), et un pub y est construit. Au cours des années suivantes, le quartier de la gare fait de nouveau l'objet de mesures de réaménagement. La première phase est achevée en 1992, la deuxième en juin 2006.

### Terminal de transport local
De 1999 à 2000, un terminal de transport local est construit directement en face du bâtiment d'accueil de l'Expo 2000. L'inauguration de l'installation, protégée des intempéries par un toit de 100 mètres de long, a lieu en mai 2000. Dans le même temps, les premiers rails (voie supplémentaire à écartement standard) du futur RegioStadtBahn à écartement standard sont posés dans la zone de la gare principale. À partir de 2014 environ les lignes 1, 2, 3 et 10 de la RegioStadtBahn doivent également s'arrêter à la gare des transports locaux. Dans la première phase d'extension, ils doivent relier la gare centrale à la gare du Nord et à Salzgitter, Goslar, Bad Harzburg, Schöppenstedt, Gifhorn et Uelzen. Les trains du futur RegioStadtBahn doivent utiliser deux quais actuellement inutilisés de la gare de transport local, qui ne disposent pas encore de liaison ferroviaire. La connexion au réseau ferroviaire de la DB doit être réalisée à proximité immédiate via une rampe d'accès ou de sortie du talus ferroviaire. Les projets de la RegioStadtBahn sont abandonnés en 2010. En 2005, une nouvelle liaison de tramway est ouverte via le Heinrich-Büssing-Ring jusqu'à la gare centrale. Elle relie la gare centrale aux quartiers de Heidberg, Melverode et Stöckheim au sud de Brunswick. La nouvelle ligne vers Stöckheim est mise en service le 15 octobre 2006.

## Liaisons de transport

### Transport régional
La gare centrale de Brunswick est desservie par les lignes suivantes : 

### Trafic longue distance
Brunswick est relié au réseau longue distance de la Deutsche Bahn par deux lignes ICE et deux lignes Intercity chacune. Les lignes ICE 12 et 13 fonctionnent ensemble sur la ligne Berlin-Francfort (Main) pour offrir un service horaire, tandis que les lignes Intercity 55 et 56 alternent sur la ligne Leipzig-Hanovre, créant ainsi également un service horaire ici,.
En dehors des services réguliers, des trains individuels relient Brunswick à :
- Düsseldorf, Bonn, Coblence, Mayence (IC 55)
- Norddeich Mole, Potsdam, Cottbus (de) (IC 56)

### Transport local

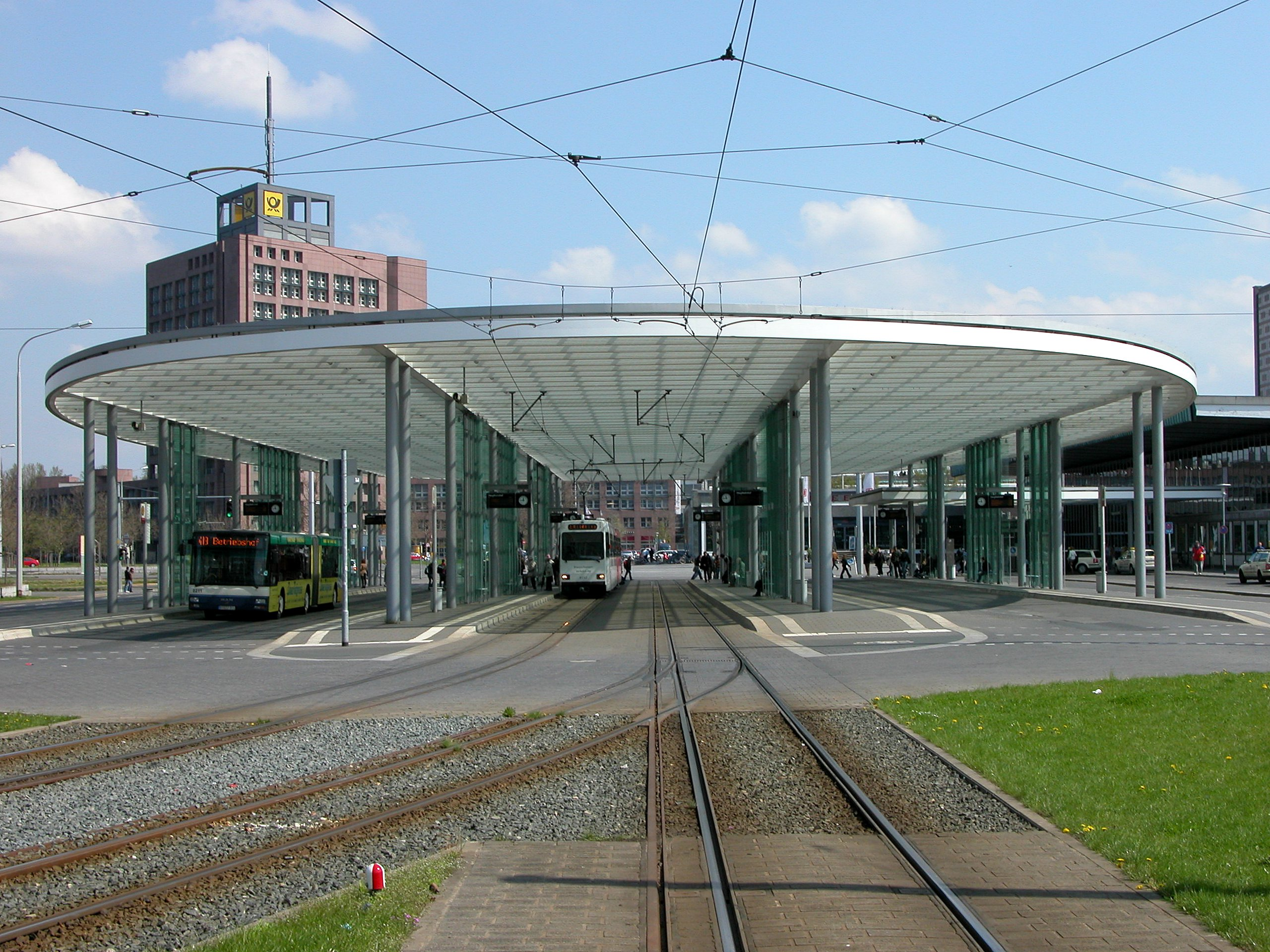
Station de transport local avec bus et tram

La gare principale dispose de connexions et d'options de transfert avec les lignes de transport locales suivantes :

#### Tram
1 Stöckheim – Heidberg – Gare centrale – Hôtel de ville – Stade – Rühme – Wenden
2 Heidberg – Gare centrale – Hôtel de ville – Siegfriedviertel
5 Gare centrale – Château – Europaplatz – Weststadt – Broitzem
10 Gare centrale – Hôtel de ville – Stade – Rühme, Lincolnsiedlung

#### Bus
411 Mascherode / Rue Helmstedter – Südstadt – Bebelhof – Gare centrale – Hôtel de ville – Lehndorf – Kanzlerfeld – Lamme
419 Gare centrale – Ostring – Westring – Cyriaksring – Am Jödebrunnen
420 Gare de Wolfenbüttel – Gare centrale – Hôtel de ville
422 Clinique Salzdahlumer Str. - Bebelhof – Gare centrale Sud – Parc municipal – Hôtel de ville – Ölper Knoten – Lehndorf
426 Gare centrale – Fr. -Wilhelm-Platz – Parc des expositions – Westring – Siegfriedviertel
430 Gare centrale – Cremlingen – Veltheim – Destedt – Gardessen / Bornum
431 Helmstedter Straße – Rautheim – Stöckheim – Melverode – Heidberg – Gare centrale – Fr. -Wilhelm-Platz – Madamenweg – Rudolfplatz – Lehndorf – Kanzlerfeld – PTB
436 Gare centrale – Kastanienallee – Gliesmaroder Straße – Siegfriedviertel – Kralenriede – Aéroport
730 rue Wilhelm – Gare centrale – Sickte – Evessen (– Schöppenstedt)

## Architecture

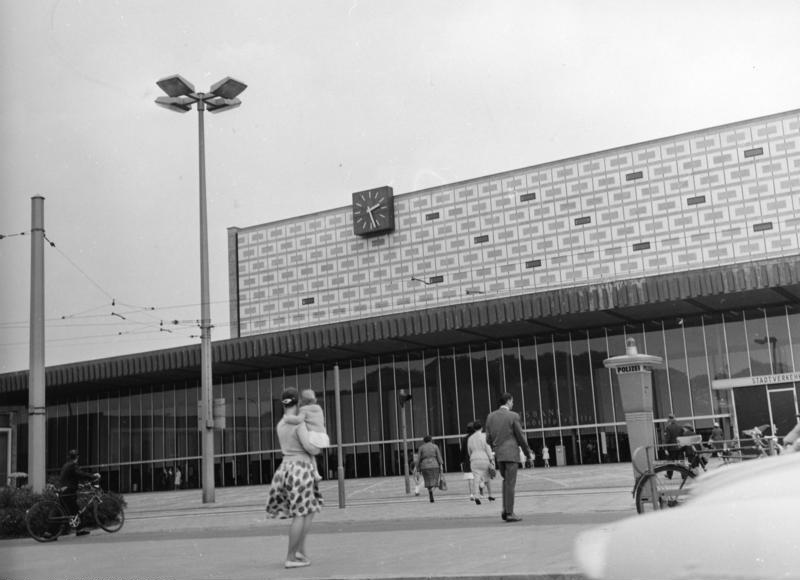
Gare centrale en 1961

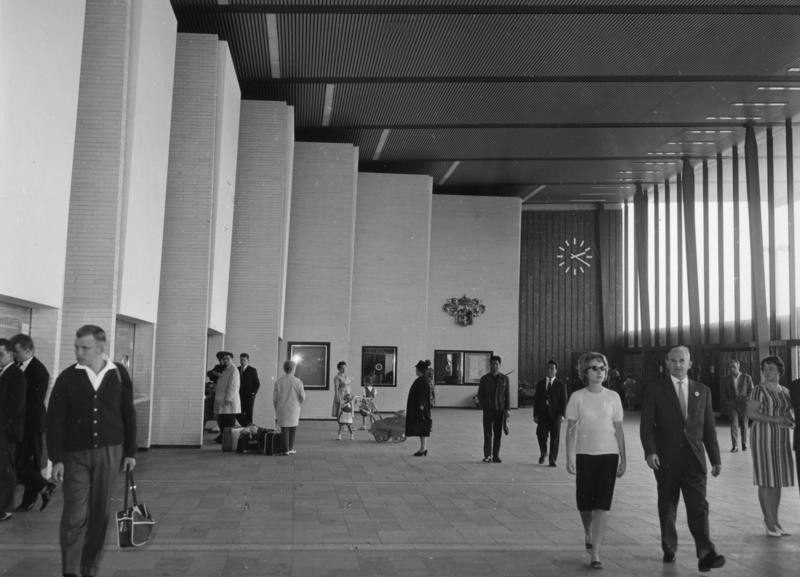
Gare centrale en 1961

Le bâtiment de bureaux de huit étages du bâtiment d'accueil mesure 98 m de long et 29 m de haut et constitue la conclusion architecturale de la Kurt-Schumacher-Straße. La façade en pierre artificielle et naturelle en serpentinite verte avec des éléments en cuivre ainsi que la grande vitre dans la zone d'entrée sont des éléments distinctifs. Le bâtiment est complété par un bâtiment de restaurant à gauche et un espace commercial à droite. En haut de la moitié gauche de la façade de l'immeuble de bureaux se trouve une horloge analogique en cuivre. Au-dessus de la zone d'entrée se trouvent le logo DB et le lettrage métallique « HAUPTBAHNHOF ».

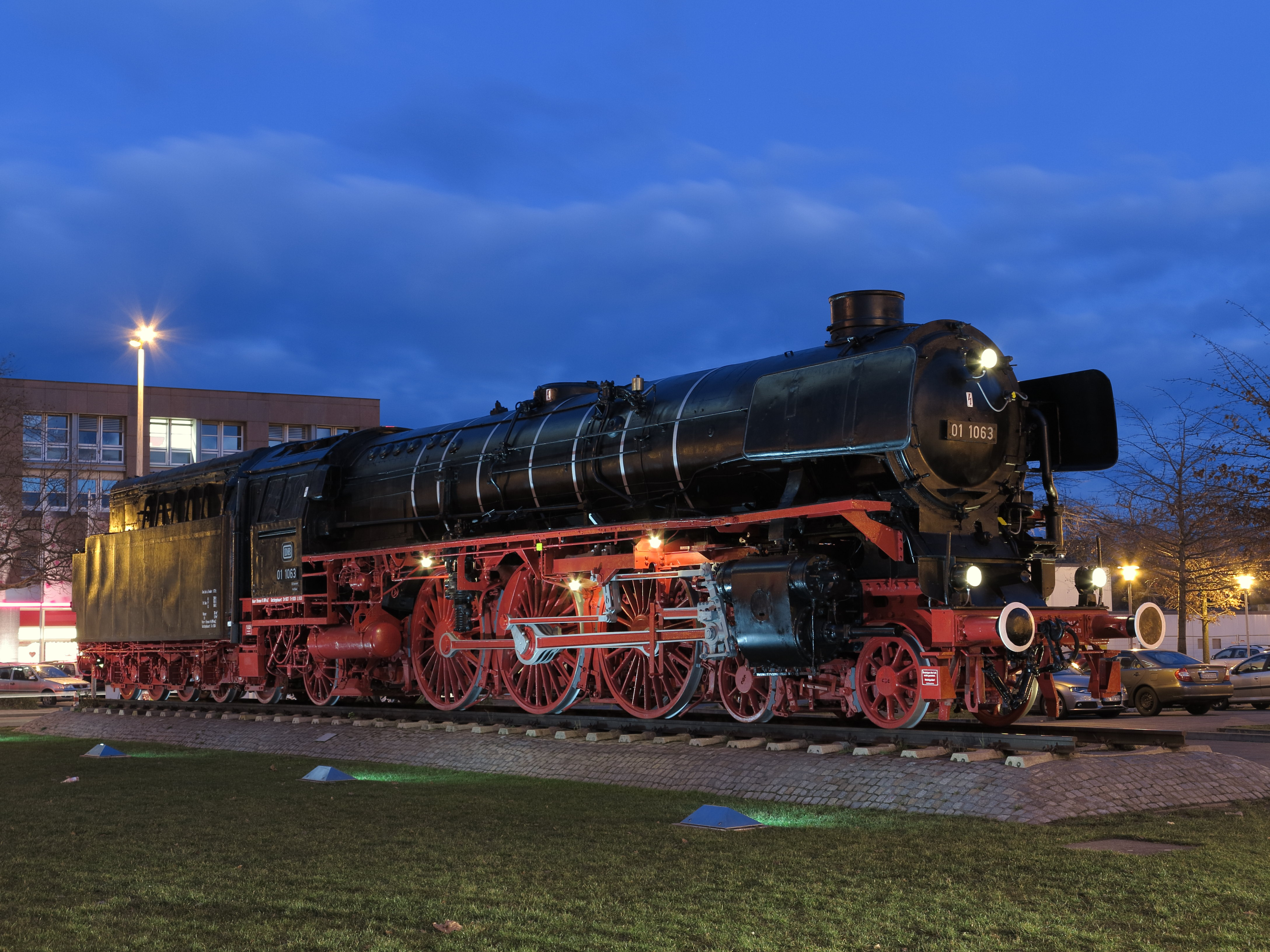
Monument locomotive 01 1063 en janvier 2014, après restauration

## Divers
- Un tableau de Rembrandt volé à Berlin en 1959 est retrouvé dans un casier de la gare centrale le 22 octobre 1961, à la suite d'un appel téléphonique anonyme.
- Pour commémorer le 150e anniversaire du chemin de fer en Allemagne, un événement diffusé en direct par Deutschlandfunk a lieu à la gare centrale le 1er juin 1985. 18 000 personnes visitent ce train et le train d'exposition.
- Le 29 septembre 1996, l'ICE 597 est le premier ICE à porter le nom d'une université ; il est nommé « Carolo-Wilhelmina » d'après l'Université technique de Brunswick .
- Les voies menant à la gare principale sont principalement situées sur les talus ferroviaires de la zone urbaine. En partie, on utilise pour leur construction des décombres et des débris de la vieille ville, qui a été détruite par les bombardements sur Brunswick (de) pendant la Seconde Guerre mondiale, jusqu'en 90 %.
- La gare centrale dispose d'un total de 850 places de stationnement pour vélos. Parmi celles-ci, 471 places de stationnement sont situées dans la station de vélos surveillée au sous-sol de la gare centrale. Il existe également deux parkings payants (Gare centrale Nord et Gare centrale Sud) avec un total de 560 places de stationnement .
- Les lignes blanches sur le parvis de la gare courent jusqu'aux piliers de soutien rouges du bâtiment d'accueil et se prolongent dans le hall d'accueil.
- Une locomotive à vapeur de la série 01.10 (de) (avec le numéro 01 1063) se trouve au nord du bâtiment de la gare depuis avril 1977. La révision de cette locomotive, mise en service en 1940, après sa mise hors service régulière, est la dernière effectuée par l'atelier de réparation de Brunswick (de) avant sa fermeture en 1977[14].